# Giuseppe Dessì
Giuseppe Dessì (Cagliari, Cerdeña, 7 de agosto de 1909 – Roma, 6 de julio de 1977) fue un escritor, dramaturgo y pintor italiano. Vivió en Villacidro y al final de su vida se trasladó a Roma. Con Paese d'ombre ganó el premio Strega en 1972. Admirador de Emilio Lussu, fue antifascista, pacifista y miembro del Partido Comunista Italiano (PCI). Además de la literatura, Dessì también se dedicó a la pintura. En 1958 expuso en Roma, junto a la artista Maria Lai, iniciando así una serie de colaboraciones y una larga amistad con la artista.[cita requerida]

## Obras

### Narrativa
- La sposa in città, Modena, Guanda, 1939;
- San Silvano, Florencia, Le Monnier, 1939;
- Michele Boschino, Milán, Mondadori, 1942;
- Racconti vecchi e nuovi, Roma, Einaudi, 1945;
- Storia del principe Lui, Milán, Mondadori, 1949;
- I passeri, Pisa, Mondadori, 1955;
- La ballerina di carta, Bolonia, Cappelli, 1957;
- Isola dell'Angelo e altri racconti, Roma-Caltanìssetta, Sciascia, 1957;
- Introduzione alla vita di Giacomo Scarbo, Venecia, Sodalizio del libro, 1959;
- Racconti drammatici, Milán, Feltrinelli 1959;
- Il disertore, Milán, Feltrinelli, 1961;
- Lei era l'acqua, Milán, Mondadori, 1966;
- Paese d'ombre, Milán, Mondadori, 1972;
- La scelta, Milán, Mondadori, 1978;
- Come un tiepido vento, Palermo, Sellerio, 1989;
- Diari 1926/1931, Roma, Jouvence, 1993;
- Diari 1931/1948, Roma, Jouvence, 1998;
- Diari 1949/1951, Florencia, FUP, 2009;
- Diari 1952/1963, Florencia, FUP, 2011;
- Diari 1964/1977, Florencia, FUP, 2011.

### Teatro
- L'uomo al punto, en Terzo programma, n. 1, 1961;
- Eleonora d'Arborea, Milán, 1964;
- La trincea, in Drammi e commedie, Turín, 1965.

### Ensayo
- Sardegna, una civiltà di pietra, en colaboración con F. Pinna y A. Pigliaru, Roma, 1961;
- Scoperta della Sardegna, Milán, 1965;
- Narratori di Sardegna, en colaboración con N. Tanda, Milán, 1965.

## Ejemplos en sardo
Giuseppe Dessì, a pesar de ser uno de los principales autores sardos que explican la historia y las tradiciones de la isla, escribe sus obras en lengua italiana. En su registro culto, fruto de sus estudios en el Liceo Dettori de Cagliari y posteriormente en la Facultad de Letras de Pisa,  incorpora palabras y expresiones en sardo sin traducir, como por ejemplo: 
- MIGIURATO o GIODDU = un lácteo similar al yogur
- ZIPULAS = dulces similares a los churros o a los buñuelos que en Cerdeña se comen por Carnaval.
- FILU 'E FERRU = aiguardent fortíssim que se usaba para desinfectar heridas, prevenir la malaria y por los resfriados y con el cual se mojaban los chupetes de los lactantes para hacerlos dormir profundamente
- PICCIOCUS DE CROBI = niños pobres de la capital que transportaban objetos en un cesto de mimbre a cambio de unas monedas
- MAIOLU = criado
- PRINZIPALES = señores ricos que mandan
- MASSAIUS = pequeños propietarios agrícolas
- MAMMAI = expresión cariñosa para gritar alguien
- "A S'INFERRIU" e "LAMPU" = tacos